# Antioch Egyetem (Seattle)
Az Antioch Egyetem seattle-i campusa 1975-ben nyílt meg.
A Princeton Review rangsora alapján hallgatóinak több mint 80%-a nő.

## Története
A campus 1975-ben nyílt meg a Seattle Fremont városrészében található Center School épületében, majd 1996-ban a Denny Triangle kerületben található saját létesítménybe költözött, amelyet 2015-ben eladtak. Új, belltowni kampuszát 2017. január 3-án adták át.

## Fordítás
- Ez a szócikk részben vagy egészben  az   Antioch University Seattle című angol Wikipédia-szócikk ezen változatának fordításán alapul.  Az eredeti cikk szerkesztőit annak laptörténete sorolja fel. Ez a jelzés csupán a megfogalmazás eredetét és a szerzői jogokat jelzi, nem szolgál a cikkben szereplő információk forrásmegjelöléseként.